# Nicholas Hooper
Nicholas Hooper, Nick Hooper (ur. 23 lipca 1952 w Londynie) – brytyjski kompozytor muzyki filmowej.
Był nominowany do nagrody Saturn 2007 za najlepszą muzykę do filmu Harry Potter i Zakon Feniksa. Dwukrotnie otrzymał telewizyjną nagrodę BAFTA (BAFTA TV Award), a trzykrotnie był do niej nominowany.

## Filmografia

### Autor ścieżki dźwiękowej do filmów
- 2009: Enid
- 2008: Harry Potter i Książę Półkrwi
- 2007: Harry Potter i Zakon Feniksa
- 2006: Prime Suspect: The Final Act
- 2006: The Chatterley Affair
- 2006: The Best Man
- 2005: Moja rodzina i inne zwierzęta (My Family and Other Animals)
- 2005: Dziewczyna z kawiarni (The Girl in the Café)
- 2005: The Cost of Living
- 2005: Bloodlines
- 2001: Czasy, w których przyszło nam żyć (The Way We Live Now)
- 1998: Pretendent (The Tichborne Claimant)
- 1991: The Weaver's Wife

### Jako aktor
- 1995: Po drugiej stronie lustra (Mirror, Mirror)